# Peter Miethe
Peter Miethe (* 27. Januar 1944 in Prieros, Landkreis Beeskow-Storkow) ist ein ehemaliger deutscher Konteradmiral der Volksmarine und der letzte NVA-Offizier, der den Admiralsrang erhielt.

## Leben
Miethe trat nach Abschluss der Schulausbildung 1962 in die bewaffneten Organe der DDR ein und nahm ein Studium an der Offiziershochschule der Volksmarine Karl Liebknecht auf, das er 1966 absolvierte. Im Jahr 1963 wurde er Mitglied der SED. Von 1966 bis 1967 diente er als 1. Wachoffizier auf einem Landungsschiff der 1. Flottille. Von 1967 bis 1969 war er Instrukteur für Jugendarbeit einer Landungsschiffsbrigade und im Anschluss bis 1973 in dieser Funktion verantwortlich für die gesamte 1. Flottille. Von 1973 bis 1976 studierte Miethe an der Militärakademie der NVA „Friedrich Engels“ in Dresden. Als stellvertretender Abteilungsleiter im Bereich Bewaffnete Organe arbeitete er von 1976 bis 1977 für den Zentralrat der FDJ und übernahm die Leitung dieser Abteilung von 1977 bis 1984. Von 1984 bis 1986 war Miethe als Mitarbeiter der Abteilung für Sicherheitsfragen im ZK der SED tätig. In der darauffolgenden Zeit arbeitete er bis 1989 als stellvertretender Leiter dieser Abteilung und übernahm dann als Nachfolger von Wolfgang Herger bis 1990 selbst die Leitung. Aus Anlass des 40. Jahrestages der Gründung der DDR wurde Miethe am 7. Oktober 1989 zum Konteradmiral ernannt und war damit der letzte Offizier der NVA, der in den Admiralsrang erhoben wurde. 
1990 arbeitete er für den Chef der Verwaltung für Staatsbürgerliche Arbeit im Ministerium für Abrüstung und Verteidigung (MfAV). Am 31. März 1990 wurde er in den Ruhestand entlassen.

## Auszeichnungen
- 1972 Artur-Becker-Medaille in Gold[1]
- Kampforden „Für Verdienste um Volk und Vaterland“ in Silber